# Rotherby
Rotherby – wieś w Anglii, w Leicestershire, w dystrykcie Melton, w civil parish Hoby with Rotherby. W 1931 roku civil parish liczyła 133 mieszkańców. Rotherby jest wspomniana w Domesday Book (1086) jako Redebi.